# Colpo di Stato in Guinea del 2008
Il colpo di Stato guineano del 2008 fu un golpe militare attuato in Guinea il 23 dicembre 2008, subito dopo la morte di Lansana Conté, presidente di lungo termine del paese africano. Una giunta militare, denominata Consiglio Nazionale della Democrazia e dello Sviluppo (Conseil National de la Démocratie et du Developement) e guidata dal capitano Moussa Camara, prese il potere annunciando un piano per governare due anni il paese prima di procedere a nuove elezioni presidenziali.

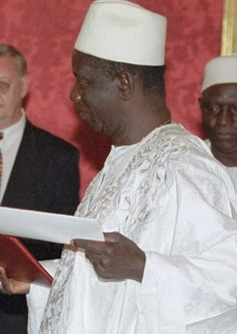
Lansana Conté

È il secondo colpo di Stato guineano dopo quelli del 1984 e del 2021.

## Morte di Conté
Nelle prime ore del 23 dicembre 2008, un annuncio televisivo del presidente dell'Assemblea nazionale guineana Somparé, affiancato dal primo ministro Souaré e dal comandante dell'esercito generale Diarra Camara, rese nota la morte di Lansana Conté. Il presidente era deceduto alle 18:45 ora locale del giorno precedente, dopo lunga malattia. Si parlò in proposito di leucemia e diabete mellito.
Secondo la Costituzione, il presidente dell'Assemblea nazionale avrebbe dovuto assumere la supplenza, in vista di nuove elezioni presidenziali da svolgere entro 60 giorni. Somparé chiese infatti al presidente della Corte suprema Sidimé di dichiarare la vacanza della massima carica, applicando così il dettato costituzionale.
Il governo proclamò quaranta giorni di lutto nazionale, raccomandando calma e moderazione; chiese all'esercito di proteggere i confini e mantenere ordine nel paese in omaggio alla memoria del leader scomparso; tenne quindi subito una riunione al Palazzo del Popolo (sede dell'Assemblea), presenti Souaré, Somparé, Sidimé e i vertici militari. Nel frattempo il leader d'opposizione Doré avvertì della necessità che le istituzioni lavorassero per impedire disordini inutili, suscettibili di sommarsi alla già difficile situazione del momento.

## Annuncio del colpo di Stato
Sei ore dopo l'annuncio della morte di Conté un comunicato, letto alla radio pubblica dal capitano Moussa Camara a nome di un gruppo denominato Consiglio Nazionale della Democrazia e dello Sviluppo, dichiarava dissolti il governo e le istituzioni della Repubblica, sospendendo la Costituzione e l'attività politico-sindacale. Era l'annuncio del colpo di Stato.
Il movente del golpe era identificato nella profonda disperazione della Guinea, stretta nella morsa di corruzione e povertà dilaganti, con istituzioni incapaci di offrire soluzione alla crisi. Camara annunciò che la carica di presidente sarebbe spettata a un membro della giunta militare, mentre un civile avrebbe ricoperto l'ufficio di primo ministro in un governo etnicamente bilanciato. Veniva resa nota la composizione del Consiglio Nazionale: 32 membri, di cui 26 ufficiali e 6 civili.
Nelle immediatezze dell'annuncio, la situazione a Conakry risultava insolitamente tranquilla e non si vedevano soldati in strada (solo più tardi, in giornata, sarebbero apparsi numerosi carri armati). Souaré assicurò la saldezza del governo e delle istituzioni, e pur ammettendo di non conoscere i responsabili del tentato golpe si disse sicuro che i ribelli avrebbero ragionato. Non erano state esercitate, d'altronde, alcuna violenza o minaccia verso le persone. Somparé si augurò invece il fallimento dell'attentato in quanto "ostacolo" per il paese, garantendo la fedeltà al governo da parte di molti soldati.
Fonti militari informarono che i soldati del campo di Alpha Yaya Diallo avevano scelto il tenente colonnello Konaté, sebbene non fosse un ufficiale di massimo grado, come leader delle operazioni. Il generale Diarra Camara a sua volta minimizzò, qualificando i congiurati come una minoranza dell'esercito. Nel pomeriggio, nell'incertezza su chi detenesse il controllo del paese, egli rivolse poi un appello ai militari affinché lasciassero almeno svolgere il funerale di Conté, senza pregiudizio per le aspirazioni di alcuno.
Entro la giornata furono dati per occupati dai leader golpisti tanto l'ufficio del primo ministro quanto il palazzetto presidenziale, già residenza di Conté. Lo stesso premier Souaré e Diarra Camara si sarebbero trovati in quel momento al campo Samory. Somparé informò che in tarda serata i rivoltosi avevano tenuto un incontro per la scelta di un leader ad interim fra Moussa Camara, Konaté e Toto Camara. La lista dei 32 membri del Consiglio Nazionale fu annunciata ufficialmente la sera stessa.
Il leader d'opposizione Cellou Dalein, intanto, aveva fatto appello al rispetto della Costituzione, pur offrendo disponibilità a un accorpamento fra le elezioni presidenziali e le politiche, in programma il 31 maggio 2009.

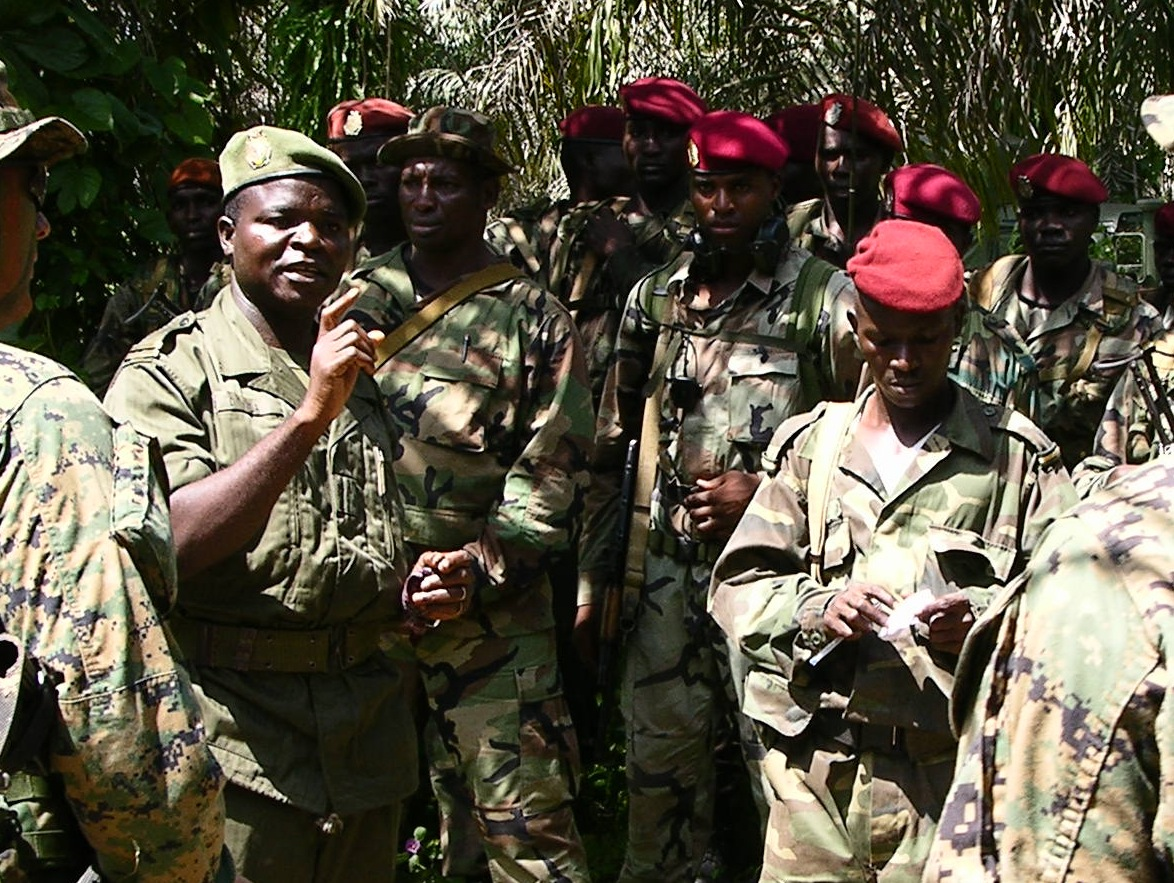
Ufficiali guineani nel 2005. Il primo tenente David Haba (a sinistra) divenne messo speciale del Consiglio Nazionale presso i leader esteri nel 2009.

## Consolidamento dell'autorità del Consiglio Nazionale
Il 24 dicembre un comunicato radiofonico indicò nel capitano Moussa Camara il presidente del Consiglio Nazionale. Più tardi egli sfilò con migliaia di soldati a lui fedeli per le vie di Conakry, circondato da un vasto numero di sostenitori civili. Avrebbe spiegato di essere uscito per sondare il terreno, verificando un assembramento di persone evidentemente favorevoli al colpo di Stato.
Dichiarò poi alla radio che il Consiglio Nazionale non avrebbe detenuto il potere a tempo indeterminato, ma era inteso a guidare il paese due anni, in vista di elezioni presidenziali credibili e trasparenti da tenere per la fine di dicembre 2010. Ciò contraddiceva un precedente comunicato che assicurava invece lo svolgimento delle elezioni nel termine costituzionale di 60 giorni. Il Consiglio Nazionale impose il coprifuoco in tutto il paese dalle 20 alle 6:30, posticipandone però l'entrata in vigore al 26 dicembre per non interferire con la celebrazione cristiana del Natale.
L'estensione del controllo detenuto dal Consiglio Nazionale era ancora incerta. Il primo ministro Souaré, pur essendosi rifugiato, insisteva a sostenere che il governo non era destituito, descriveva Camara come un capitano misconosciuto privo di controllo sull'esercito, affermava la lealtà della maggior parte delle truppe e attribuiva la responsabilità dei disordini a un gruppo isolato.
Lo stesso giorno la giunta militare ordinò, dietro minaccia di rastrellamenti in tutto il territorio nazionale, che tutti i membri del governo e gli ufficiali dell'esercito si recassero al campo di Alpha Yaya Diallo entro 24 ore. Souaré ottemperò consegnandosi il 25 dicembre con tutti i ministri eccetto i due che dichiarò trovarsi in missione ufficiale all'estero.
Il leader golpista e il primo ministro si incontrarono ufficialmente. Camara ribadì che il Consiglio Nazionale era ormai al potere, offrendo però a Souaré e al suo governo di tornare al lavoro. Dal canto suo il premier, dopo aver pianto la morte di Conté, espresse disponibilità a restare in carica sotto la guida del Consiglio Nazionale, stante la natura tecnica e non politica dell'esecutivo. Egli si rivolse subito a Camara con l'appellativo di presidente.
Il 25 dicembre, in un nuovo comunicato radiofonico, Camara escluse di voler correre per la presidenza al termine dei previsti due anni di transizione. Affermò poi l'insensibilità del Consiglio Nazionale alla corruzione, rivelando che alcune persone avevano già iniziato a offrire tangenti alla giunta militare. Promise infine che il funerale di Conté (previsto il 26 dicembre, e dunque varî giorni dopo il decesso) sarebbe stato grandioso, esprimendo sdegno per la mancanza di riguardo dimostrata verso le spoglie del defunto presidente.
Le esequie di Conté si tennero infatti il giorno seguente, davanti a oltre 20 000 persone, allo stadio nazionale di Conakry. Assistettero alla cerimonia anche i leader politici dei paesi vicini, ma Camara non presenziò. Nel proprio discorso, il generale Toto Camara del Consiglio Nazionale disse: "Preghiamo Dio di darci il coraggio di proseguire l'opera di tolleranza e di pace [svolta da Conté] per il bene della Guinea". Il defunto presidente fu sepolto nella città natale di Moussayah.
Il 27 dicembre Moussa Camara tenne un esteso incontro informativo alla base di Alpha Yaya Diallo, presenti circa 1 000 persone in rappresentanza di vari gruppi. Fra gli intervenuti figuravano Somparé, i leader chiave dell'opposizione Condé e Touré, e il leader sindacale Diallo. Camara presentò un piano per rinegoziare i contratti minerari e combattere la corruzione, dichiarando temporaneamente bloccata l'estrazione dell'oro. Informò quindi l'opposizione e i leader sindacali che avrebbero potuto proporre un nome per la carica di primo ministro.
Nell'occasione Condé definì patrioti i membri della giunta, e il suo partito (RPG) si rese disponibile a entrare nel nuovo governo sotto il regime militare. Anche Touré valutò positivamente la situazione e impegnò il suo gruppo a discutere il programma e il calendario della transizione vigilando affinché i militari mantenessero le promesse.
Il coprifuoco fissato al 26 dicembre slittò per volere del Consiglio Nazionale al giorno seguente, dichiaratamente allo scopo di favorire un clima di pace. Contemporaneamente l'agenzia France-Presse riferì il pensionamento di 22 ufficiali per raggiunti limiti di età: fra questi era incluso il generale Diarra Camara, il capo di stato maggiore dell'esercito che si era opposto al colpo di Stato.
Il 28 dicembre due ufficiali vennero nominati in posizioni chiave: il capitano Faro al segretariato generale della presidenza e il generale Toto Camara al ministero della sicurezza e della protezione civile. Konaté divenne ministro della difesa.
Il 29 dicembre i militari forzarono il complesso residenziale di Mamadou Sylla (ricco uomo d'affari già alleato e amico intimo di Conté) per requisirgli le chiavi di sei SUV in quanto proprietà dello Stato. Sylla ottemperò agli ordini, ma protestò che la forza non era necessaria e spiegò che i veicoli erano parte di un contratto fra la sua compagnia e l'esercito. Il 30 dicembre il Consiglio Nazionale nominò primo ministro un civile, Kabiné Komara, banchiere attivo in Egitto presso l'Afreximbank.
Il 1º gennaio 2009 la televisione trasmise un nuovo discorso di Camara. Il presidente del Consiglio Nazionale giustificava il golpe, sostenendo che esso aveva impedito alla Guinea di precipitare in una guerra di etnie. Dichiarava inoltre illegittima la supplenza di Somparé, poiché questi era cessato dal mandato di presidente dell'Assemblea nazionale, e precisava che un'assunzione dell'incarico da parte sarebbe stata foriera di conseguenze imprevedibili.
Lo stesso giorno, un gruppo di circa venti soldati perquisì la residenza del leader di opposizione ed ex primo ministro Cellou Dalein, tenendolo in ostaggio dietro minaccia armata con tutta la famiglia. Egli riferì in seguito che la perquisizione era motivata dal sospetto di detenzione di armi e controllo di mercenari per l'attuazione di un controgolpe; i militari, però, non avevano effettuato alcun sequestro.
Il 2 gennaio una delegazione della giunta militare incontrò Cellou Dalein e condannò l'iniziativa, affermando l'esistenza di elementi incontrollabili, biasimevoli, che agivano per danneggiare la giunta, e con i quali Camara e il Consiglio Nazionale non avevano nulla che fare.
Il 5 gennaio Camara comunicò che le elezioni politiche e presidenziali si sarebbero tenute verso la fine del 2009, un anno prima di quanto annunciato in precedenza.
Il 14 gennaio, dietro consiglio del primo ministro Komara, nominò il nuovo governo. Esso si componeva di militari e tecnici, ad esclusione di tutti i partiti politici, ed era formato da 27 ministri e 2 segretari di Stato.
Il 26 gennaio entrò in carica come segretario permanente del Consiglio Nazionale il colonnello Aboubacar Sidiki Camara. Questi però, contrariamente alle aspettative di Moussa Camara, non volle posticipare il suo insediamento, e richiese inoltre il rilascio di ufficiali prossimi a Conté. Lo stesso giorno venne arrestato insieme a un altro membro del Consiglio Nazionale, Biro Condé. Il 27 gennaio Camara rese noto che era stato destituito d'ufficio dalla carica a causa della sua negligenza. Fu rilasciato il 28 gennaio.

## Reazioni internazionali
Lo stesso 23 dicembre 2008 l'Unione Africana manifestò l'intenzione di tenere un vertice straordinario sulla Guinea. Il commissario per la pace e la sicurezza Lamamra dichiarò infatti che il colpo di Stato, se confermato, costituiva una violazione flagrante della costituzione e della legalità africana, che vietano qualunque illegittimo cambiamento di governo. Il 29 dicembre, l'organismo sovranazionale sospese la Guinea fino al ritorno dell'ordine costituzionale nel paese, e chiese che il governo legittimo fosse restaurato entro sei mesi.
Anche l'ECOWAS, che aveva minacciato la sospensione della Guinea in caso di presa di potere da parte dei militari, fece sapere di non tollerare colpi di Stato ed esortò la giunta ad attuare una transizione più breve dei due anni previsti.
Il 5 gennaio 2009 la Nigeria, per bocca del ministro degli esteri Maduekwe, interruppe i rapporti con il regime guineano, e avvertì che avrebbe considerato qualsiasi riconoscimento della giunta golpista da parte di paesi membri dell'Unione Africana come un tradimento dell'impegno di questa per la democrazia.
Il Senegal, invece, si schierò apertamente dalla parte del nuovo regime. Il presidente Wade ne chiese infatti il riconoscimento alla comunità internazionale, testimoniando una precisa richiesta rivoltagli da Camara perché si facesse suo interprete presso i guineani, l'opposizione, l'ECOWAS, l'Unione Africana, l'Unione europea, gli Stati Uniti, la Banca Mondiale e le istituzioni internazionali. "Mi appello" disse Wade "a tutte le nazioni, all'Unione Europea, e in particolare alla Francia, perché non scaglino la prima pietra ma prendano in parola il gruppo". Il presidente senegalese avvalorò poi la promessa di elezioni affermando: "È la prima volta che una giunta militare dichiara: «Organizzeremo le elezioni e il nostro ritorno nelle caserme»".
Fuori dal continente africano il golpe fu condannato generalmente. Il Canada espresse riprovazione e rivolse un appello a tutti i partiti per il rispetto della Costituzione e del primato della legge, e per il bene del popolo di Guinea già provato da gravi sofferenze. Rivolse inoltre un nuovo appello alla calma e alla moderazione.
Gli Stati Uniti manifestarono la speranza di una transizione pacifica e democratica. Il portavoce del presidente uscente Bush, Tony Fratto, dichiarò: "Stiamo lavorando con i nostri partner nella regione, in altri paesi della medesima area, e presso l'Unione Africana per sollecitare le istituzioni della Guinea a compiere qualunque passo onde assicurare una transizione pacifica e democratica".
Analoga posizione fu assunta dalle istituzioni sovranazionali. L'Unione Europea condannò il golpe e rivolse un appello al governo e alle forze armate perché assicurassero un pacifico trasferimento di poteri, mediante elezioni e nel rispetto della Costituzione.
Il segretario generale delle Nazioni Unite Ban Ki-moon, ricordando il contributo di Conté alla pace e unità della Guinea, e alla stabilità di tutta l'Africa occidentale, raccomandò al paese di proseguire nella somministrazione di aiuti ai profughi dei conflitti in corso nelle regioni circostanti. Rivolse quindi a sua volta un appello alla calma, ai fini di una transizione ordinata e conforme alla Costituzione, esortando le forze armate guineane al rispetto della democrazia.